# Siniša Kovačević
Siniša Kovačević (Banja Luka, 11 maggio 1978) è un ex cestista bosniaco.

## Carriera
Con la Bosnia ed Erzegovina ha disputato tre edizioni dei Campionati europei (2001, 2003, 2005).

## Palmarès
- Coppa di Bosnia ed Erzegovina: 1

Bosna: 2005